# Wereldbeker schaatsen 2008/2009 - Wereldbeker 6 - 2e 500 meter vrouwen
De tiende van 13 wedstrijden voor de wereldbeker schaatsen 500 meter werd gehouden op 25 januari 2009 in Kolomna.

## Uitslag A-divisie
| rang   | schaatser            | tijd  | punten |
| ------ | -------------------- | ----- | ------ |
| Goud   | Jenny Wolf           | 37,67 | 100    |
| Zilver | Jin Peiyu            | 38,01 | 80     |
| Brons  | Yu Jing              | 38,13 | 70     |
| 4      | Joelia Nemaja        | 38,30 | 60     |
| 5      | Annette Gerritsen    | 38,44 | 50     |
| 6      | Shihomi Shinya       | 38,48 | 45     |
| 7      | Margot Boer          | 38,55 | 40     |
| 8      | Jekaterina Malysjeva | 38,56 | 36     |
| 9      | Sayuri Yoshii        | 38,57 | 36     |
| 10     | Svetlana Kajkan      | 38,58 | 28     |
| 11     | Ren Hui              | 38,60 | 24     |
| 12     | Thijsje Oenema       | 38,66 | 21     |
| 13     | Tomomi Okazaki       | 38,70 | 18     |
| 14     | Sayuri Osuga         | 38,73 | 16     |
| 15     | Shannon Rempel       | 38,90 | 14     |
| 16     | Monique Angermüller  | 38,91 | 12     |
| 17     | Xing Aihua           | 38,94 | 10     |
| 18     | Anzjelika Kotjoega   | 39,04 | 8      |
| 19     | Elli Ochowicz        | 39,16 | 6      |
| 20     | Yukari Watanabe      | 39,21 | 5      |

## Loting
| rit | binnenbaan           | buitenbaan          |
| --- | -------------------- | ------------------- |
| 1   | Elli Ochowicz        | Shannon Rempel      |
| 2   | Anzjelika Kotjoega   | Svetlana Kajkan     |
| 3   | Xing Aihua           | Yukari Watanabe     |
| 4   | Jin Peiyu            | Tomomi Okazaki      |
| 5   | Thijsje Oenema       | Monique Angermüller |
| 6   | Jekaterina Malysjeva | Sayuri Osuga        |
| 7   | Shihomi Shinya       | Ren Hui             |
| 8   | Sayuri Yoshii        | Margot Boer         |
| 9   | Joelia Nemaja        | Yu Jing             |
| 10  | Annette Gerritsen    | Jenny Wolf          |

## Top 10 B-divisie
| rang | schaatser           | tijd   | punten |
| ---- | ------------------- | ------ | ------ |
| 1    | Judith Hesse        | 38,95  | 25     |
| 2    | Heather Richardson  | 38,98  | 19     |
| 3    | Chiara Simionato    | 39,21  | 15     |
| 4    | Heike Hartmann      | 39,22  | 11     |
| 5    | Tamara Oudenaarden  | 39,34  | 8      |
| 6    | Mayon Kuipers       | 39,37  | 6      |
| 7    | Paulina Wallin      | 39,41  | 4      |
| 8    | Natasja Bruintjes   | 39,42  | 2      |
| 9    | Jekaterina Abramova | 39,53  | 1      |
| 10   | Svetlana Radkevitsj | 39,565 | 0      |